# Sony Mavica MVC-FD97
Le Sony Mavica MVC-FD97 est un appareil photographique numérique de type bridge fabriqué par Sony.
Il est mis sur le marché en février 2001. Son lecteur de disquette intégré, ainsi que son zoom, lui procure des dimensions respectables de 12,6 x 12,4 x 18,4 cm.

Il possède une définition de 2,1 mégapixels et un puissant zoom optique de 10x.

Il remplace le MVC-FD95 sorti en février 2000, modèle strictement identique, mais ne supportant pas la carte mémoire flash Memory Stick et ne possédant pas d'une prise USB sur l'appareil.
Son automatisme gère 3 modes Scène pré-programmés afin de faciliter les prises de vues (paysage, portrait, nocturne).

L’ajustement de l'exposition est automatique et permet également un mode manuel avec un ajustement dans une fourchette de ±2 par paliers de 0,33 EV.

La balance des blancs se fait de manière automatique, mais également semi-manuelle avec des options pré-réglées (intérieur, extérieur).

Il est équipé d'un flash incorporé ayant une portée effective de 0,6 à 2,5 m et d'une prise synchronisée pour flash extérieur. Il possède également un dispositif d'atténuation des yeux rouges.

## Caractéristiques
- Capteur CCD 1/2,7 pouces : 2,1 millions de pixels - 2,02 millions de pixels effective
- Zoom optique : 10× - numérique : 2×
  - Distance focale équivalence 35 mm : 39-390 mm
  - Ouverture de l'objectif : F/2,8-F/11
  - Stabilisateur d'image SteadyShot
- Vitesse d'obturation : Auto : 8 à 1/500 seconde
- Sensibilité : ISO 100
- Définition Image : 640×480 • 1600×1200 • 1600×1072 • 1024×768 au format JPEG, TIFF et GIF
- Définition vidéo : 160×112 • 320×240 au format MPEG-1
- Stockage : Memory Stick + Disquette 3,5 pouces 1,44 Mo
- Écran LCD de 2,5 pouces - matrice active TFT de 123 000 pixels
- Connectique : 1 port USB et 1 sortie audio/vidéo composite
- Batterie propriétaire rechargeable lithium-ion NP-F330 et chargeur
- Poids : 970 g avec batterie